# Aeroplanos
Aeroplanos es una obra para teatro del dramaturgo y novelista Carlos Gorostiza. Fue estrenada en 1990 [cita requerida]. 
La obra se basa en el diálogo de dos viejos amigos: “Paco”, Francisco López y “Cristo”, Cristóbal, quienes en su juventud jugaron fútbol y ahora son viudos y con muchos años más encima. La edad les ha traído algunos padecimientos físicos y memorias.
La obra se desarrolla en un solo lugar, que es en la casa o cochera de Paco, donde el teléfono ocasionalmente suena. Cristóbal frecuentemente visita a Paco.
En la cochera es donde practica el grupo musical del hijo de Paco. El grupo se ha preparado para participar en un evento en otro continente.
Cristóbal se encuentra con la posibilidad de quedarse sin lugar donde vivir o ser inscrito a un asilo de ancianos, lugar donde él no quiere ir. Cristóbal nunca ha viajado en avión.
- Datos: Q21001700